# David Černý

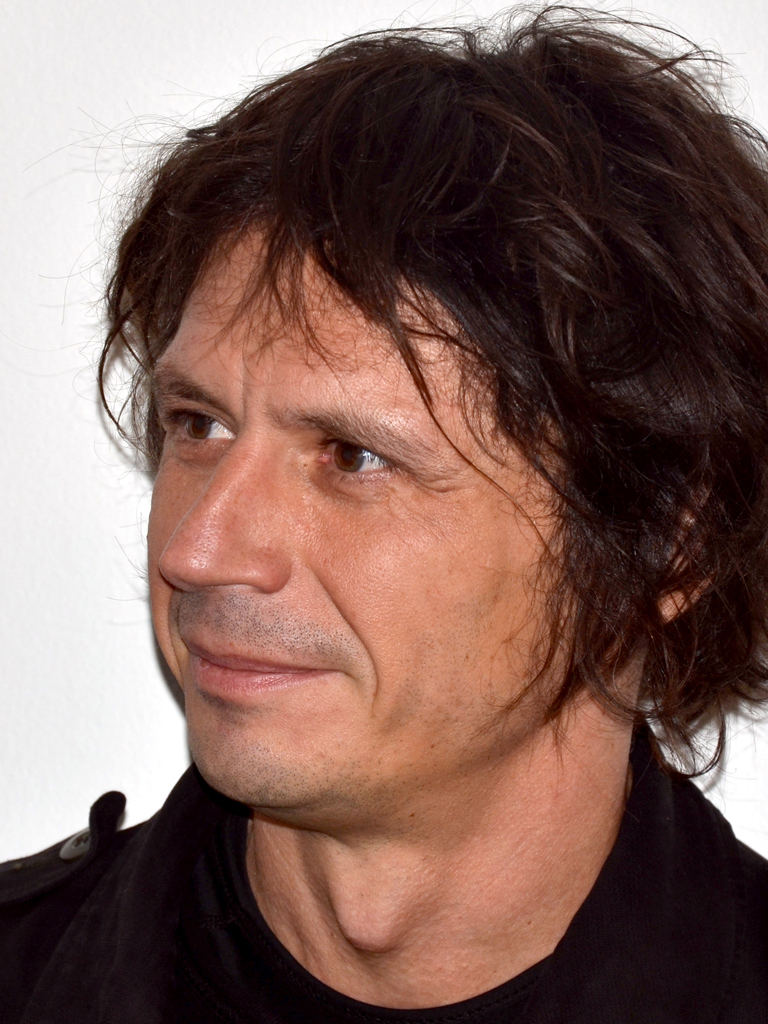
David Černý

David Černý (* 15. Dezember 1967 in Prag) ist ein tschechischer Bildhauer.

## Ausbildung
Von 1988 bis 1994 studierte Černý im Kurt-Gebauer-Studio an der Akademie für Kunst, Architektur und Design Prag und nahm 1995 und 1996 am unabhängigen Studienprogramm des Whitney Museums in New York teil. 2023 eröffnete er in Prag-Smíchov sein eigenes Museum, das Musoleum.

## Werk
Bekanntheit erlangte Černý 1991, indem er einen sowjetischen Panzer rosa bemalte. Da das Denkmal für sowjetische Panzerbesatzungen zu dieser Zeit ein nationales Kulturdenkmal war, wurde sein ziviler Ungehorsam als Vandalismus angesehen und er wurde kurzzeitig festgenommen. Der Rosa Panzer steht jetzt im Eingangsbereich des Militärtechnischen Museums Lešany.
Von seiner Hand stammen einige bekannte Skulpturen in Prag, etwa die krabbelnden Kleinkinder an den Säulen des Fernsehturms und der auf dem Bauch eines kopfüber hängenden Pferdes sitzende heilige Wenzel in der Lucerna-Passage, eine Parodie auf das Reiterstandbild auf dem Wenzelsplatz.

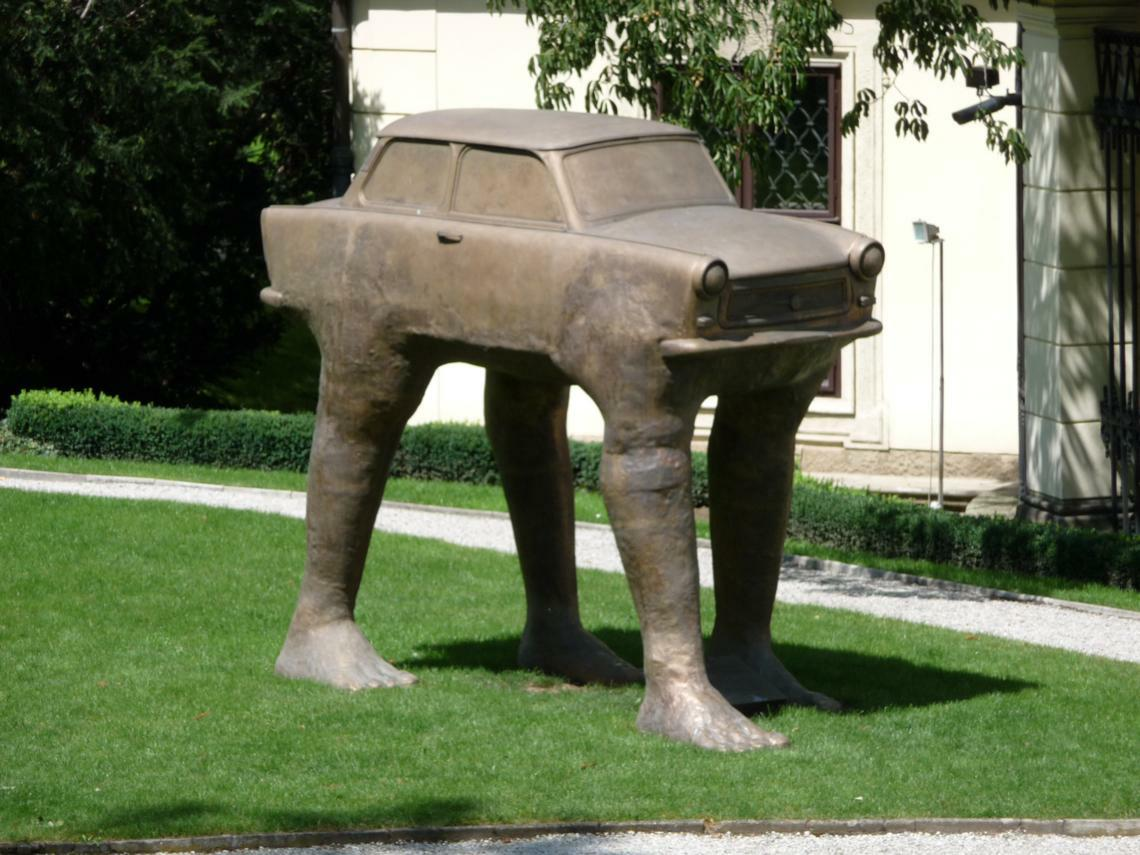
Quo Vadis, Deutsche Botschaft in Prag

Ebenfalls von Černý stammt die Skulptur Quo Vadis, die einen Trabant mit vier Beinen darstellt. Mit dieser Skulptur würdigte Černý die Vorkommnisse vom September 1989, als tausende DDR-Bürger in die Deutsche Botschaft Prag flüchteten und dabei ihre Trabis in Prag zurückließen. Das Original der Skulptur befindet sich heute in der Sammlung des Zeitgeschichtlichen Forums Leipzig, im Park der deutschen Botschaft in Prag steht eine Kopie.
Anlässlich der tschechischen EU-Ratspräsidentschaft 2009 schuf Černý die Installation Entropa, die Vorurteile gegenüber den einzelnen EU-Mitgliedern darstellt. Damit löste er in mehreren Staaten Entrüstung aus, vor allem in Bulgarien, dessen Umrisse in Form einer Hocktoilette dargestellt wurden.
Seine Kunst im öffentlichen Raum hat über Tschechien hinaus in London und Blankenberge (Belgien) Verbreitung gefunden.
Der ehemalige tschechische Außenminister Karel Schwarzenberg, sagte in einem Beitrag für das im Kultursender arte ausgestrahlte Magazin Metropolis, er habe wenige Künstler im Leben gekannt, die nicht in der Opposition waren; Černý sei keine Ausnahme.

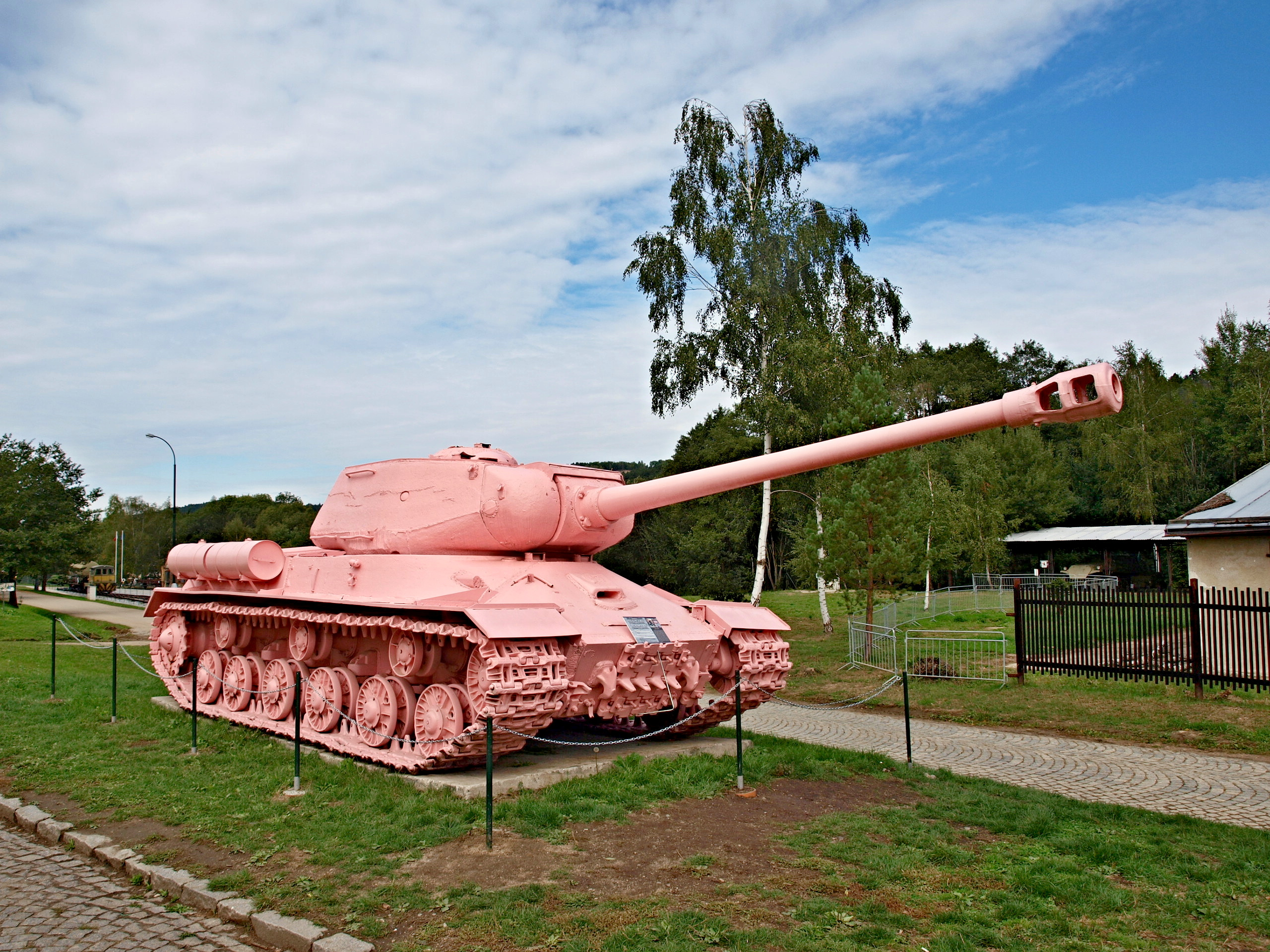
Rosa Panzer
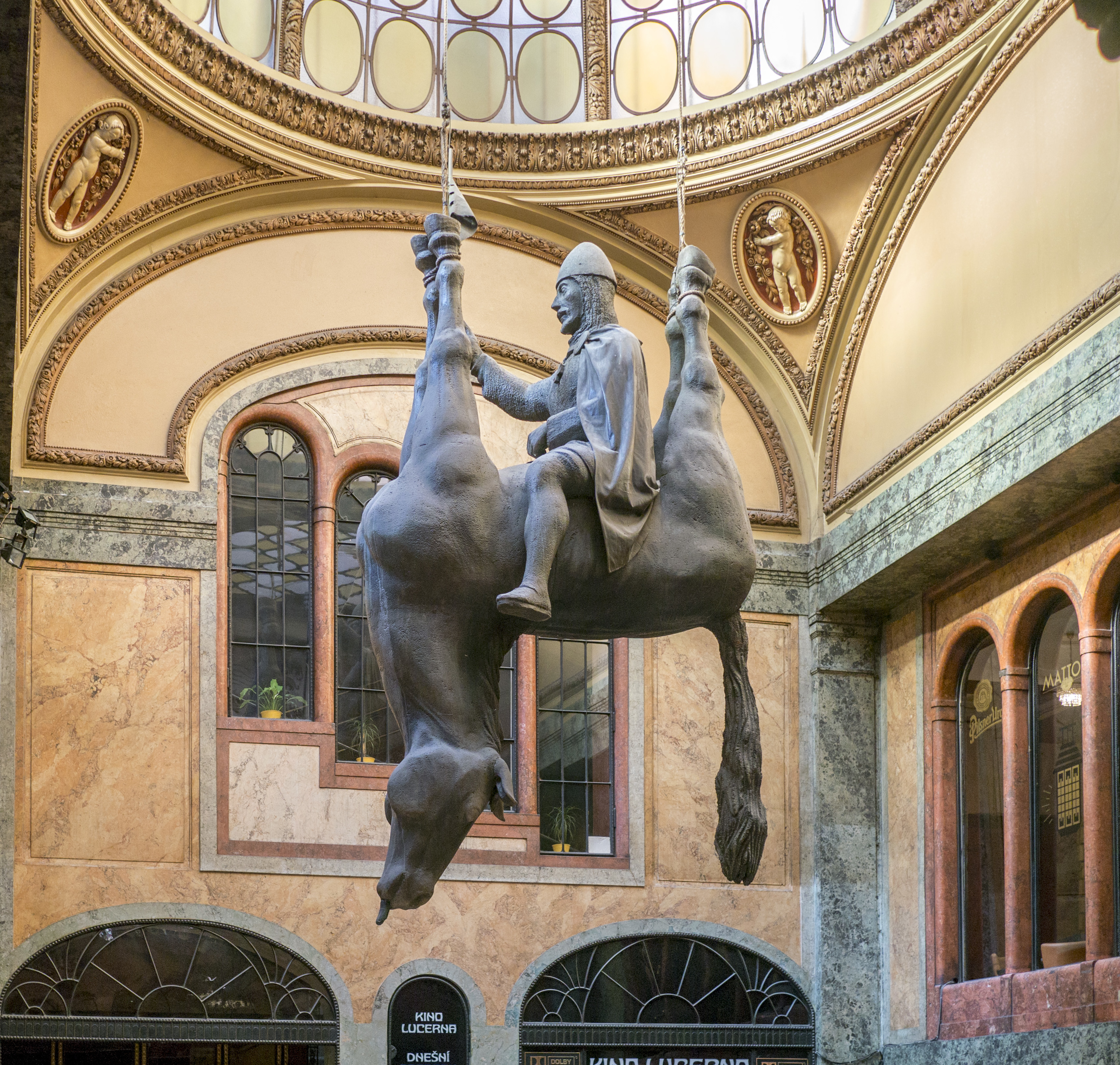
„Der heilige Wenzel auf dem toten Pferd“ in der Lucerna-Passage in Prag
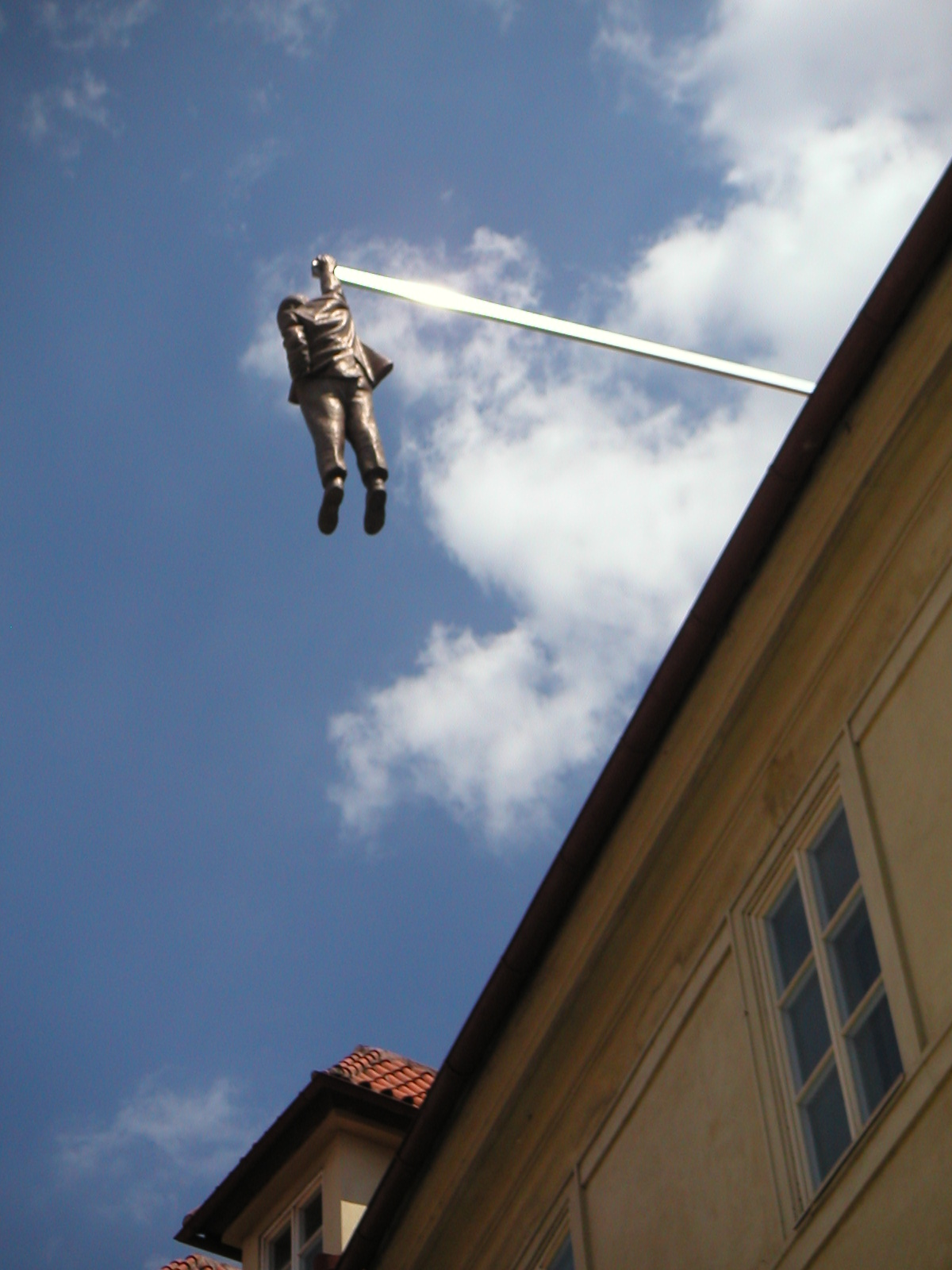
Aufgehängter Sigmund Freud in einer Gasse der Prager Altstadt
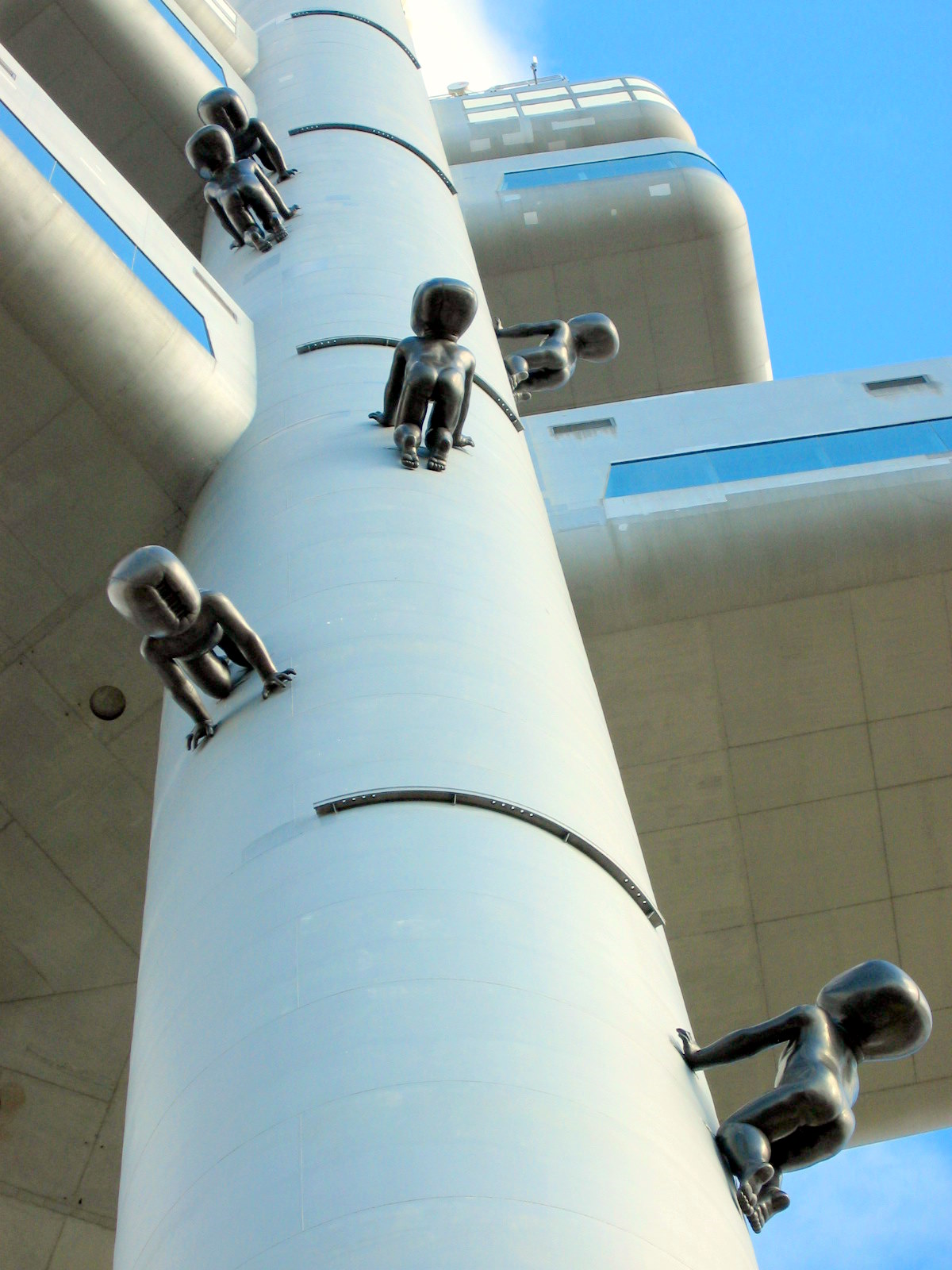
„Miminka“ (Babys) am Prager Fernsehturm
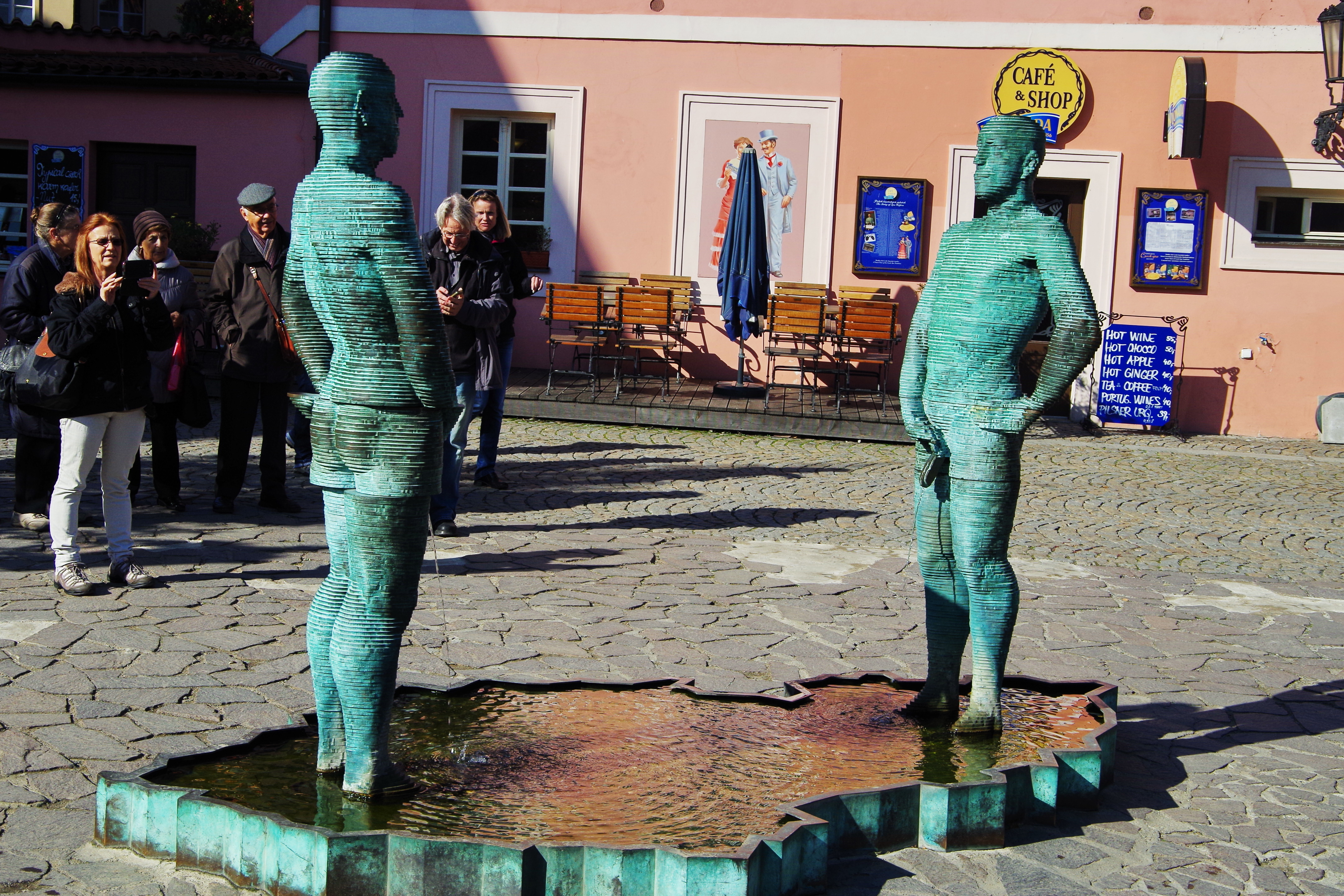
Piss (tschech.: Čůrající postavy). Auf Tschechien urinierende Männer im Hof des Kafka-Museums in Prag
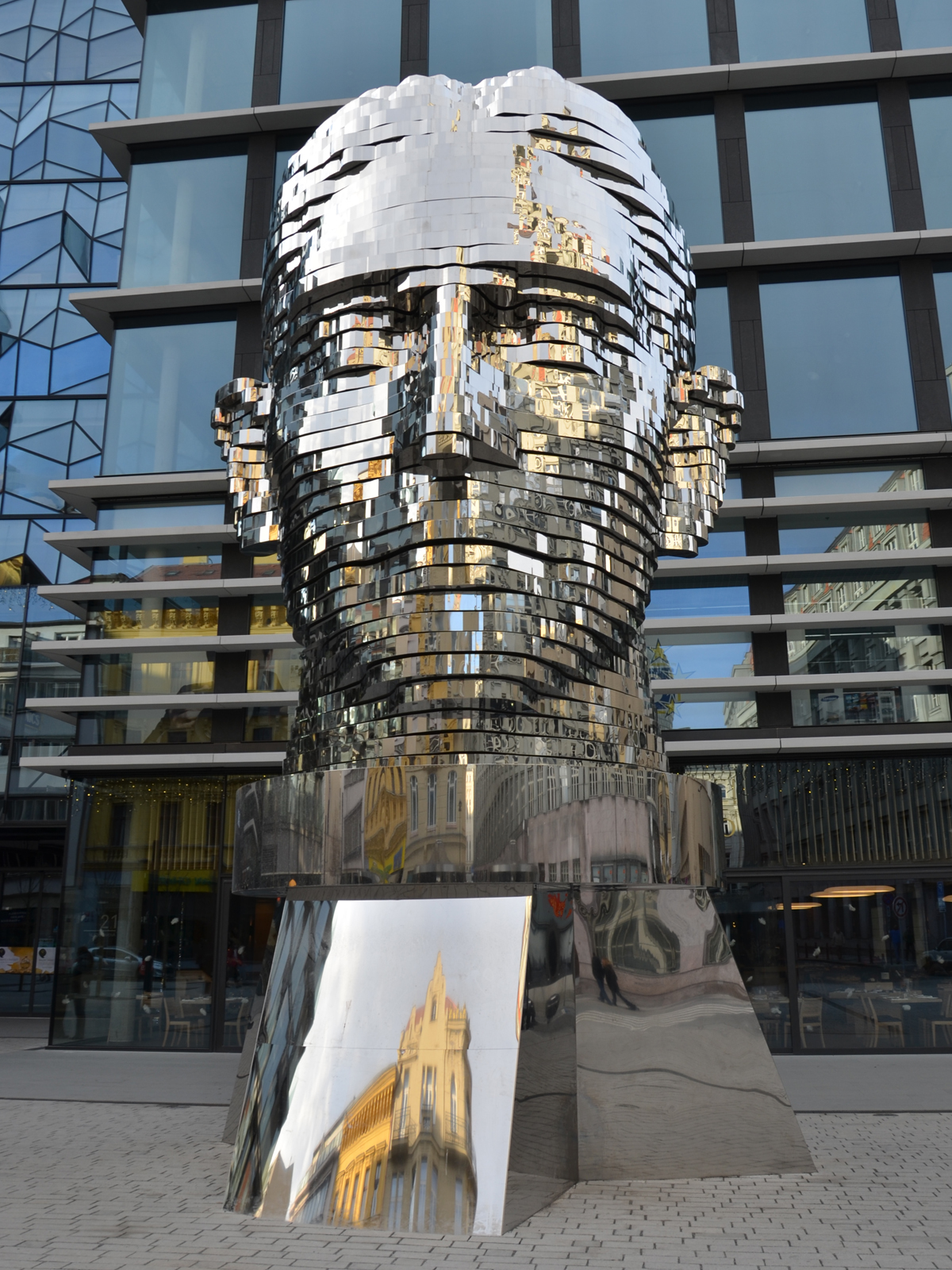
Franz-Kafka-Kopf in Prag
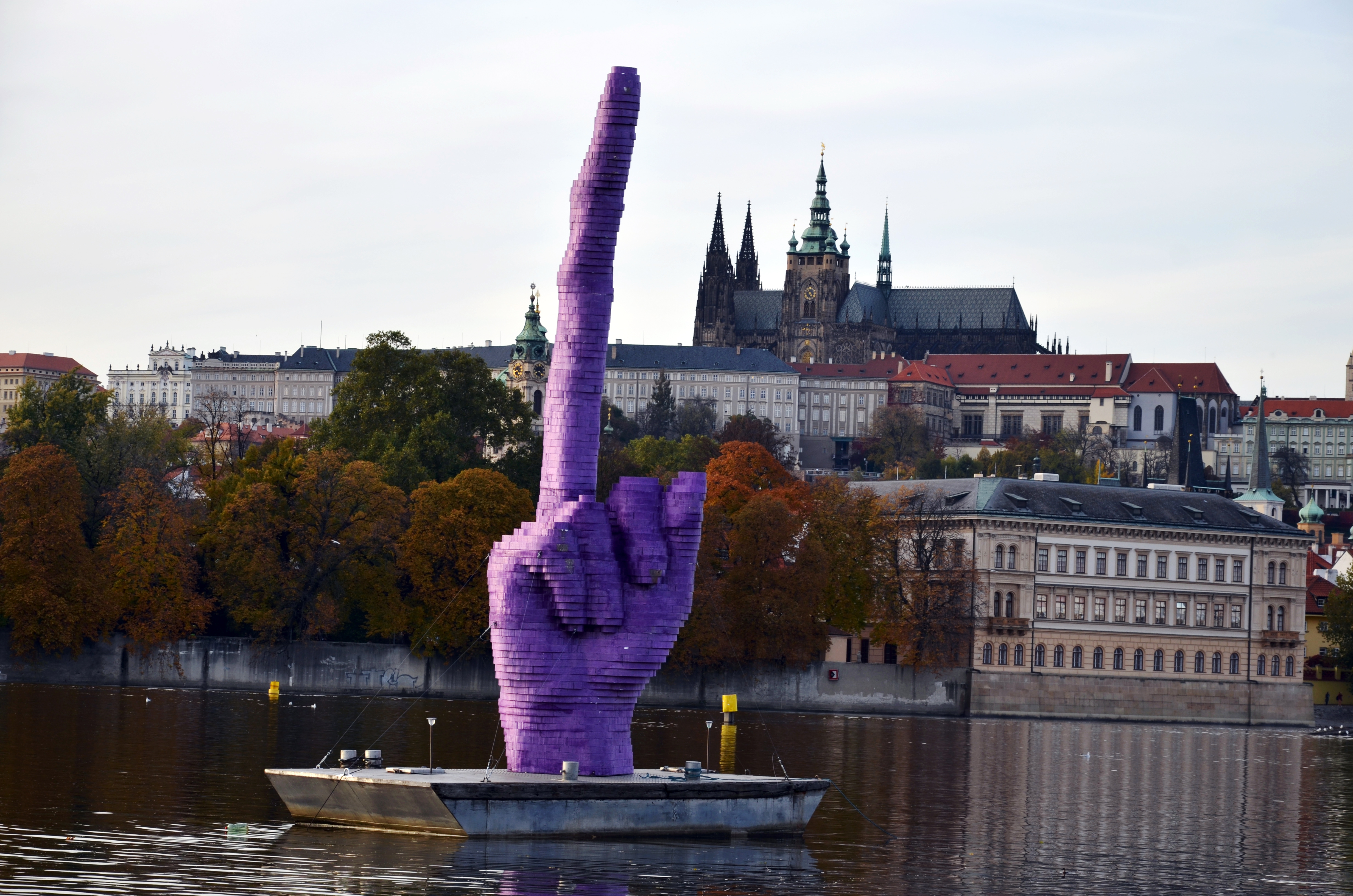
Eine künstlerische Botschaft Černýs an Miloš Zeman vor der tschechischen Abgeordnetenwahl 2013
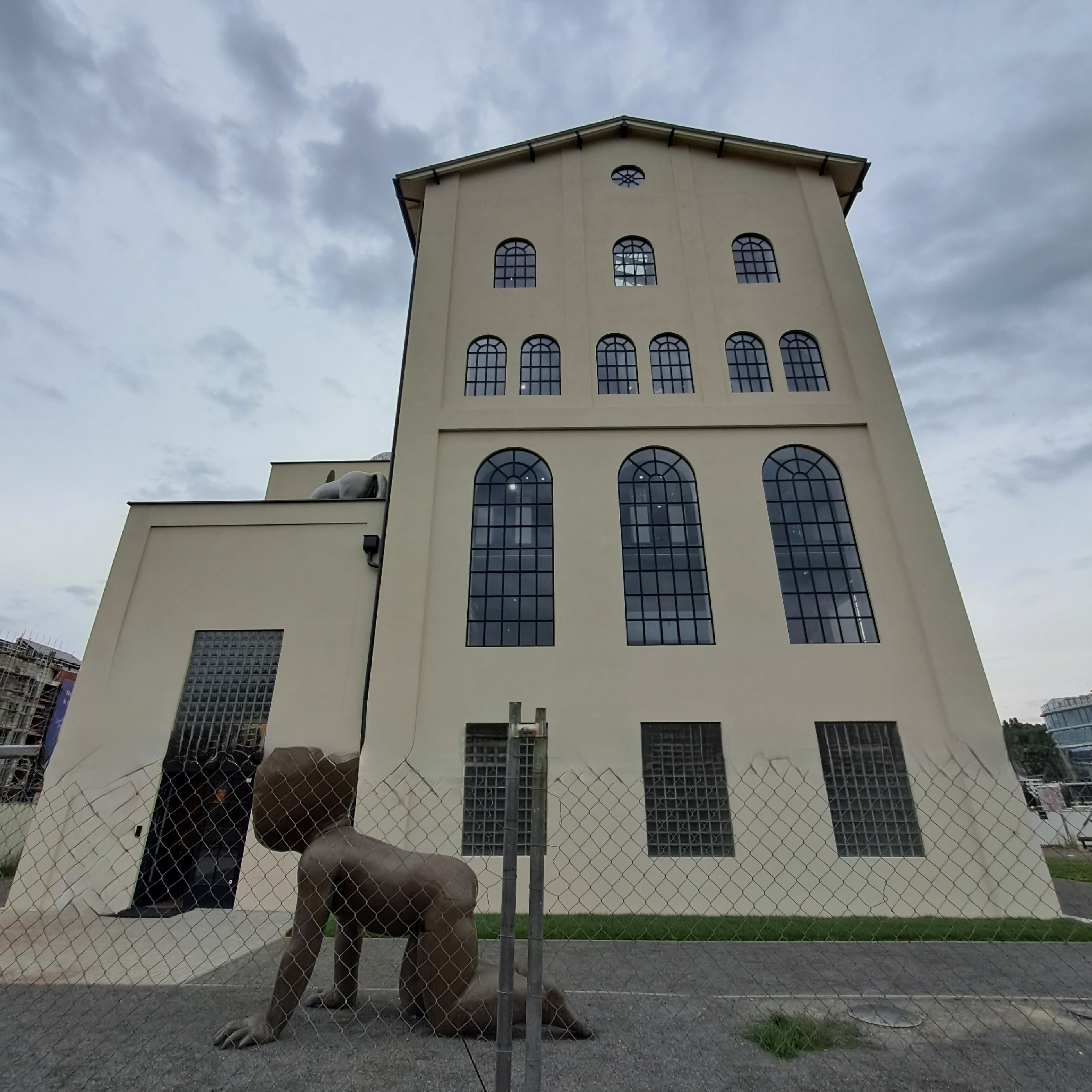
Musoleum in Prag (2023)
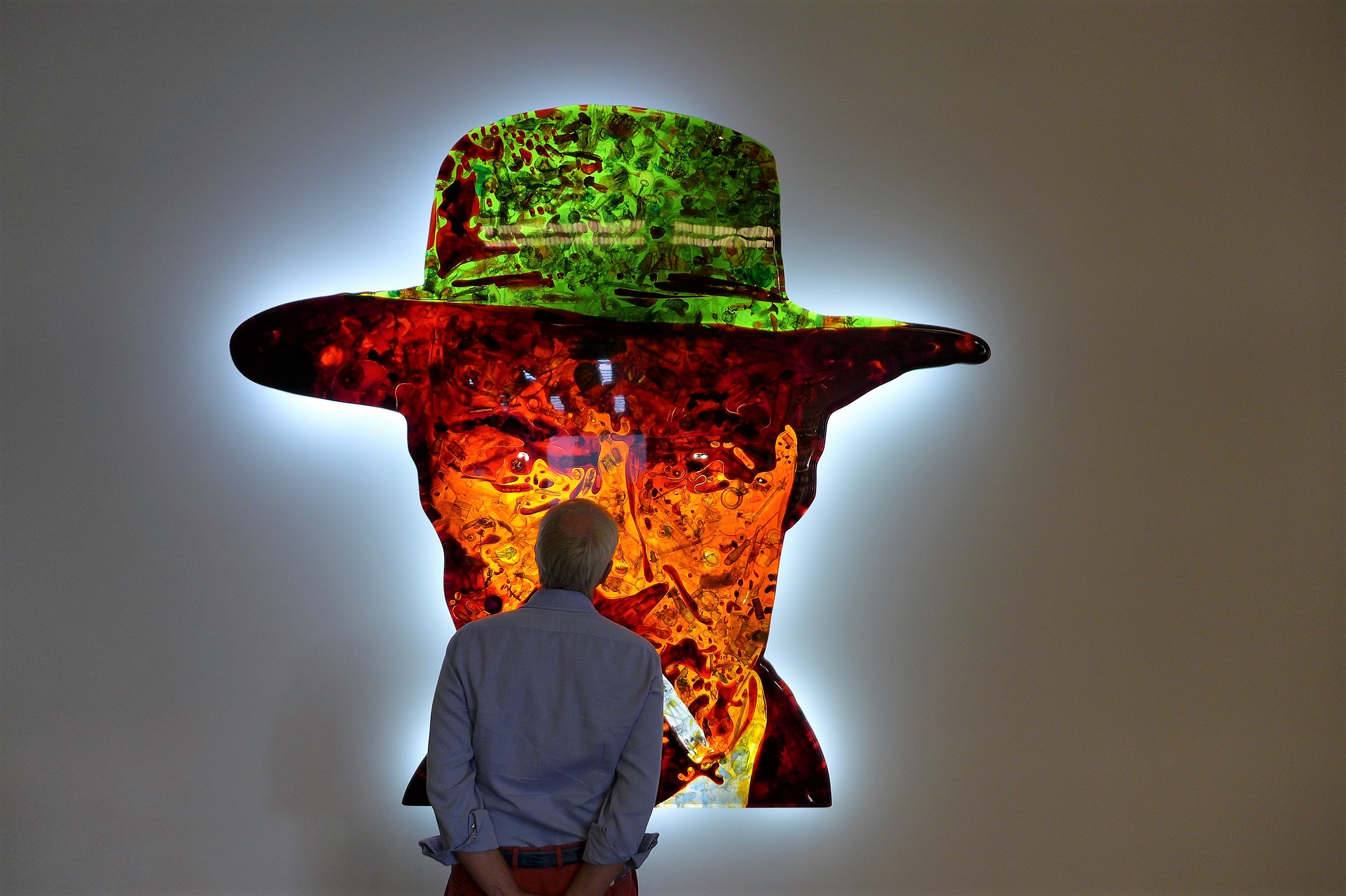
J. Robert Oppenheimer, Büdelsdorf 2017